# Rubinoboletus
Rubinoboletus is een geslacht van schimmels behorend tot de familie Boletaceae. De typesoort is Rubinoboletus rubinus, dat later naar het geslacht Chalciporus werd ingedeeld als Chalciporus rubinus.

## Soorten
Volgens de Index Fungorum bestaat het geslacht uitsluitend uit vier soorten (peildatum december 2021):
| Soortnaam                 | Auteur(s)                    | Publicatiejaar |
| ------------------------- | ---------------------------- | -------------- |
| Rubinoboletus caespitosus | T.H. Li & Watling            | 1999           |
| Rubinoboletus laetus      | (Heinem.) Heinem. & Rammeloo | 1983           |
| Rubinoboletus monstrosus  | Har. Takah.                  | 2007           |
| Rubinoboletus reticulatus | (Heinem.) Heinem. & Rammeloo | 1983           |